# سعيد أباد (دهغلان)
سعيد أباد (بالفارسية: سعیدآباد) هي قرية تقع في قسم حومة دهغلان الريفي (مقاطعة دهغلان) في إيران. يقدر عدد سكانها بـ 195 نسمة.